# 笑いの殿堂
『笑いの殿堂』（わらいのでんどう）は、1988年から1989年までフジテレビの深夜番組放送枠『JOCX-TV2』内で放送されていた単発コント番組シリーズ。

## 概要
- 渡辺正行が主催の若手芸人ライブ「ラ・ママ新人コント大会」出身のウッチャンナンチャン、ピンクの電話、爆笑問題、石塚英彦、磯野貴理子などの1980年代後期に「お笑い第三世代」と呼ばれる当時新世代のお笑い芸人達のコント中心の番組であった。当番組は「オレたちひょうきん族」の若手芸人版を作る意味合いも込めて制作されたという[1]。この番組のプロデューサーには「ひょうきん族」で2代目ディレクターも務めた三宅恵介や構成作家陣には内村宏幸、伊藤正宏、大岩賞介に渡辺正行など「ひょうきん族」に関わるスタッフも参加していた。

- 1991年1月1日で生放送された『笑いの殿堂 謹賀新年1991』[2]が笑いの殿堂シリーズとして最後の放送となったが、その最後に行われたコントコーナーで、初詣に賑わう神社で警備員のアルバイトをしている人物という設定で出演していた内村が言った最後のセリフは「それじゃ神様、お疲れ様でした!」だった。

- 当番組はビデオ化はされているが、後年のフジテレビの回顧特番では紹介されず、2010年6月14日放送の「SMAP×SMAP」のコーナー『BISTRO SMAP』に今田耕司がゲスト出演した際に、爆笑問題、春一番と共演したコントの一部が放送された。他に今田耕司、東野幸治がゲスト出演した番組や自身の番組などで当時の出演者がゲスト出演すると当時の思い出話などを語っている。

## 主要な出演者
- ウッチャンナンチャン - メインキャスト
  - 内村光良
  - 南原清隆
- ピンクの電話
  - 清水美子（現:清水よし子）
  - 竹内都子
- 石塚英彦
- おきゃんぴー
  - 中野麻里子
  - 阿本真亜子
- 爆笑問題 - 当番組がテレビ初出演となった。
  - 太田光
  - 田中裕二
- 磯野貴理子 - 第2弾放送から出演。
- 入江雅人 - 第2弾放送から出演。

### 主要メンバー以外の出演者
以下の出演者は第1弾のみ出演 
- 今田耕司
- 東野幸治
- 野沢直子

※今田、東野、野沢の吉本興業所属のタレントはこの回のみ出演。
- 清水ミチコ - 声のみの出演。
- 春一番 (お笑い芸人)
- キリングセンス
  - 河崎健男
  - 萩原正人
- 女子高生
  - 本多雅美
  - 志賀有美子
- 銀二・秀介 - 銀二は元・吉本興業所属の漫才師「銀次・政二」の銀次が後に組んだお笑いコンビ。
- 鮫島くん - この回では「鮫島くん」名義で出演。
- 朝山まゆみ（当時:劇団SHA・LA・LA在籍の女優）

 以下の出演者は第2弾のみ出演 
- 鮫島伸一
- 渡辺美紀

 以下の出演者は第3弾のみ出演 
- 大川豊（大川興業）
- 竹本リエ

 以下の出演者は第4弾のみ出演 
- 仁井田さゆり（当時:劇団SHA・LA・LA在籍の女優）
- 菅原裕謹（当時:劇団七曜日在籍の俳優）
- 鈴木真弓（当時:善人会議在籍の俳優）

 以下の出演者は第5弾のみ出演 
- 歌川椎子（当時:自転車キンクリート在籍の女優）
- 橋本由香（当時:劇団七曜日在籍の女優）

 以下の出演者は第6弾のみ出演 
- 安田博美（当時:劇団七曜日在籍の女優）
- 山本満太（当時:劇団ショーマ在籍の俳優）
- 上原優子（当時:善人会議在籍の女優）

## 主なシリーズコント・キャラクター
誰でも一度はやりそうになったこと
第1弾から放送されたロングランコント。
コンパで擬人化ゲームをしよう
「タバコ」「テレビ局」「東京の私鉄」などの人間以外のものを人物として演じるコント。
深夜のコンビニエンスストアーは人間の動物園
第1弾で放送されたコント。深夜のコンビニエンスストアに来店する様々な客の様子を内村と野沢が実況するコント。同コントは1988年10月29日放送の「オレたちひょうきん族」で有名ディスコの入り口付近で様々な人間模様をラサール石井と山田邦子が実況するといった内容でリバイバルされた。
栗原スーザン美和子
入社間もないが当番組の新人APを務めた栗原美和子を内村が物真似した人気キャラクター。

## 備考
- 第1弾放送後から、約3か月後の1988年10月13日に同局深夜枠で、当番組のメインキャストであるウッチャンナンチャン、第1弾出演者の野沢直子、清水ミチコに加えて、当時関西を拠点に活躍していたダウンタウンの4組で深夜コント番組「夢で逢えたら」が放送開始。当初は関東ローカル放送であったが、後に全国ネットへ昇格、人気深夜番組となった。
- 第1弾出演者の今田耕司、東野幸治は、後に「ダウンタウンのごっつええ感じ」のレギュラーに抜擢された。
- 第3弾放送でコントの一部に「素人参加作品」というコーナーがあり、その中でウッチャンナンチャンのやるならやらねば!、めちゃ×2イケてるッ! などを手掛けた片岡飛鳥がフジテレビ入社間もない頃に（1988年入社）、片岡あすか名義でコントを投稿していた。

## ネット局
- 第4弾放送、関西テレビでは1989年5月6日（土曜日）3:20 - 4:50の「真夜中テレビ」枠で放送された。

## 収録メディア一覧
この番組シリーズは、後にビデオ化もされた。
笑いの殿堂 1
メディア - VHS、発売元 - ポニーキャニオン、1989年6月21日発売
笑いの殿堂 2
メディア - VHS、発売元 - ポニーキャニオン、1989年6月21日発売
笑いの殿堂 3
メディア - VHS、発売元 - ポニーキャニオン、1989年8月21日発売
笑いの殿堂 4
メディア - VHS、発売元 - ポニーキャニオン、1989年8月21日発売
笑いの殿堂 5
メディア - VHS、発売元 - ポニーキャニオン、1989年12月21日発売
笑いの殿堂 6
メディア - VHS、発売元 - ポニーキャニオン、1989年12月21日発売
笑いの殿堂・自画自賛
メディア - VHS、発売元 - ポニーキャニオン、1990年2月21日発売
笑いの殿堂 星降る夜お逢いしましょう
メディア - VHS、発売元 - フジテレビ、1990年10月21日発売
笑いの殿堂 〜目覚めよアーバニスト〜
メディア - VHS、発売元 - フジテレビ、1991年11月21日発売